# 1840 au théâtre
| Années du théâtre : 1837 - 1838 - 1839 - 1840 - 1841 - 1842 - 1843    |
| Décennies du théâtre : 1810 - 1820 - 1830 - 1840 - 1850 - 1860 - 1870 |

## Pièces de théâtre représentées
- 15 février : création de Le chevalier de Saint Georges, comédie en trois actes de Mélesville et Roger de Beauvoir au théâtre des Variétés, avec Pierre-Chéri Lafont dans le rôle-titre.
- 7 mars : Roland Furieux, folie-vaudeville des Frères Cogniard, au théâtre des Folies-Dramatiques
- 14 mars : création de Vautrin d'Honoré de Balzac au Théâtre de  la Porte-Saint-Martin[1]. Le lendemain la pièce sera jugée dangereuse et interdite
- 25 avril : L'Ouragan, drame-vaudeville des Frères Cogniard, au théâtre des Folies-Dramatiques
- 16 mai : Les Dîners à trente-deux Sous, vaudeville des Frères Cogniard et Monsieur Rimbaut, au théâtre du Palais-Royal
- 17 août : Bocquet père et fils ou le Chemin le plus long d'Eugène Labiche, au Théâtre du Gymnase
- 22 septembre : L'Argent, la Gloire et les Femmes, vaudeville à spectacle des Frères Cogniard et Michel Delaporte, au théâtre des Folies-Dramatiques
- 9 décembre : Job l'Afficheur, vaudeville des Frères Cogniard et Michel Delaporte, au théâtre des Folies-Dramatiques
- 12 décembre : Le Docteur de Saint-Brice, drame des Frères Cogniard et Théodore Muret, au théâtre de la Porte-Saint-Martin